# Kamran Shah
Kamran Shah é um personagem do filme The Living Daylights, 15.º da série cinematográfica de James Bond e primeiro com Timothy Dalton no papel do espião. Foi interpretado nas telas pelo ator britânico nascido no Paquistão, Art Malik.

## Características
Um líder mujahedin da resistência contra a ocupação soviética no Afeganistão nos anos 80, educado na Universidade de Oxford, na Inglaterra, é o segundo em comando da resistência afegã no distrito leste do país. Salvo da morte na mãos dos soldados soviéticos por Bond e Kara Milovy depois de libertado da cadeia na base militar onde foi aprisionado por espionagem, torna-se um aliado de Bond e junto com seus homens o ajuda a destruir uma grande transação de ópio do vilão, o general Koskov, numa base aérea do país e a fugir. Faz um personagem amigo e engenhoso.

## No filme
Shah está preso numa cela da base russa numa região remota do Afeganistão quando Bond e Kara chegam também aprisionados. O espião consegue dominar seus captores com a ajuda dos dois e aprisioná-los nas celas, jogando as chaves para que o mujahedin possa também fugir. Quando Bond e Kara fogem pulando a cerca da base disfarçados de soldados soviéticos, são recebidos por guerreiros afegãos camuflados na areia de armas na mão, prontos a matá-los, no que são impedidos por Shah que vem logo atrás e avisa que eles não são russos e o ajudaram a fugir.
Levados como hóspedes-prisioneiros ao quartel-general dos guerrilheiros, são introduzidos num palácio com um ambiente suntuoso e descobrem que Shah é na verdade o líder deles e não um simples resistente anônimo aprisionado pelo inimigo soviético. No dia seguinte, Bond e Kara acompanham Shah e seus homens para um encontro no Passo do Khyber com os homens da Irmandade do Leopardo da Neve, que vendiam ópio para o general Korkov em troca de diamantes para comprar armas e continuar a luta contra a invasão. Shah e seus homens ajudavam a escoltar os traficantes em troca de uma comissão para compra de armas. Bond então decide explodir a carga da droga vendida aos russos depois de eles entregarem os diamantes aos afegãos por ela, e conta com o apoio de Shah, escondendo-se num dos caminhões que retorna com a mercadoria para a base aérea, de onde será enviada para a URSS.
Com a ajuda dos guerreiros de Shah, Bond sequestra o avião com a droga enquanto os mujahedins controlam a base em luta com os soldados de Koskov. Depois de matar Necros, o capanga de Koskov, que havia conseguido se esconder no compartimento de carga no avião antes da decolagem, Bond retorna o favor a Shah bombardeando os carros blindados que perseguiam os homens a cavalo de Shah em fuga de volta às montanhas.
Na cena final do filme ele volta a aparecer durante a recepção após o concerto de Kara Milovy em Londres. Shah e alguns de seus homens surgem esbaforidos ao final da festa lamentando terem chegados atrasados por "problemas com a alfândega londrina". Olhando para ele e seus guerreiros em seus turbantes e trajes afegãos, cobertos de cartucheiras de balas, M, também presente, faz um de seus sarcásticos comentários de sempre:"Não posso imaginar por quê ...".